# Casa Pardinella
La Casa Pardinella és un edifici del municipi de Guardiola de Berguedà (Berguedà) inclosa en l'Inventari del Patrimoni Arquitectònic de Catalunya.

## Descripció
La masia situada a l'antic municipi de Gavarrós, al marge dret del torrent de Pardinella, prop del collet Roig. S'hi pot accedir des de la carretera de Castellar de n'Hug a la Pobla (pista des del clot del moro). Està estructurada en planta baixa i pis i coberta a dues aigües amb teula àrab però la seva estructura no respon a la tradicional de masia, ja que té un cos adossat a la meitat de la façana, entre altres elements. Les obertures són força grans, la majoria arcs escarsers fets amb maó. El parament és de petites pedres sense treballar unides amb morter.

## Història
La primera menció és de 961, quan l'anomenen com a dotació de St. Llorenç prop de Bagà. Altres dates en que conservem mencions de la vila de Pardinella de Gavarrós són el 1016, 1057 i 1062. El 1981 es consolidaren les cobertes.